# Ufa-Palast am Zoo

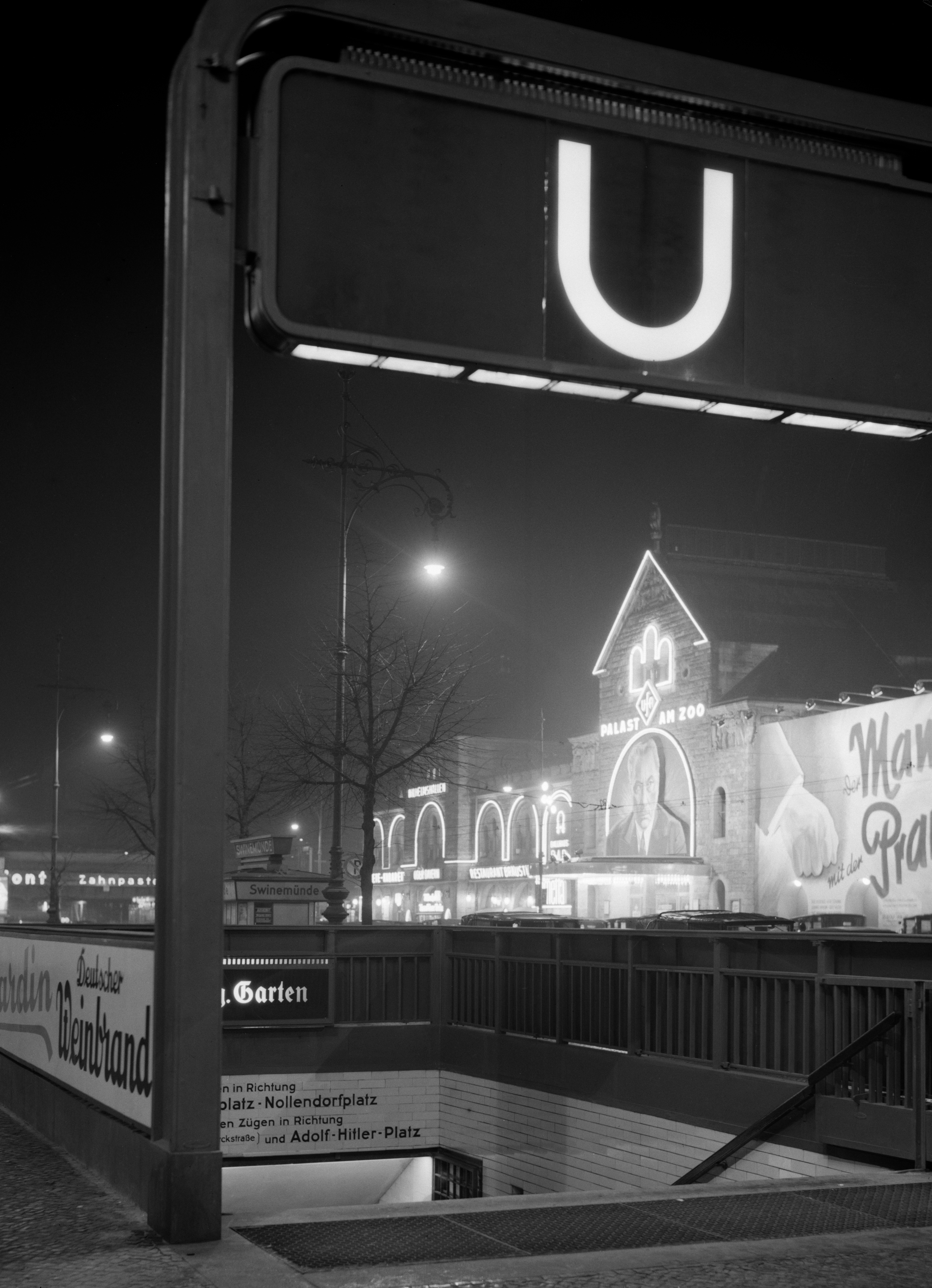
Der Ufa-Palast am Zoo, ca. 1935

Der Ufa-Palast am Zoo war das bedeutendste Uraufführungs-Filmtheater der Universum Filmaktiengesellschaft (Ufa) in Berlin. Es wurde im Jahr 1919 in Charlottenburg eröffnet und war bis zu seiner Zerstörung im Zweiten Weltkrieg einer der Publikumsmagneten in Berlins Neuem Westen.

## Geschichte

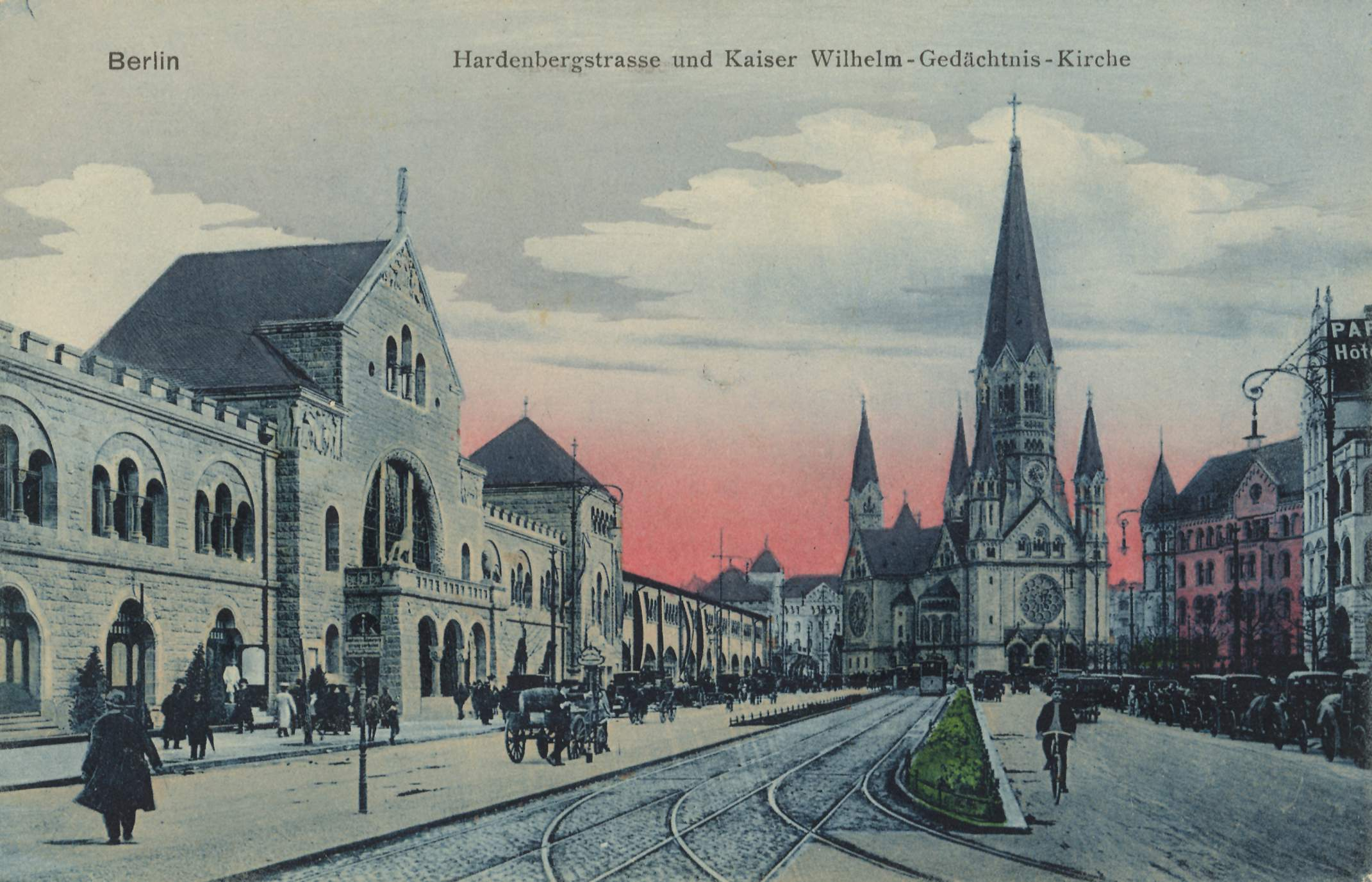
Ausstellungshallen am Zoologischen Garten (links), 1906

Das Gebäude in der Hardenbergstraße 29 entstand in den Jahren 1905–1907 als Ausstellungshallen am Zoologischen Garten im Zentrum der Stadt Charlottenburg, die 1920 durch das Groß-Berlin-Gesetz zu Berlin eingemeindet wurde. Es enthielt zwei große Hallen mit umlaufenden Galerien und wurde von Carl Gause in Anlehnung an das unweit am damaligen Auguste-Viktoria-Platz gelegene „erste“ und „zweite“ Romanische Haus von Franz Schwechten entworfen. Im Jahr 1912 wandelte Arthur Biberfeld (1874–1959) im Auftrag der Cines-Filmgesellschaft die westliche Halle für die Aufführung des Cines-Welterfolgs Quo Vadis? in ein Filmtheater um. Zwischen 1913 und 1914 trug das Filmtheater, das auch für Bühnenaufführungen genutzt werden konnte, den Namen Cines-Palast. Der Architekt Max Bischoff (1875–nach 1929) erweiterte es im Jahr 1919 für die Ufa zu einem Kino mit 1740 Plätzen. Es eröffnete am 18. September 1919 mit der Premiere des Films Madame Dubarry von Ernst Lubitsch.
Der Saal hatte eine rechteckige Grundform und war schlicht gestaltet. Für die Zuschauer war er mit doppelgeschossigen Proszeniumslogen ausgestattet. Die Sitze waren hufeisenförmig angeordnet und die Bühnenwand war mit Fayenceplatten verkleidet. Carl Stahl-Urach (1879–1933) vergrößerte den Saal im Jahr 1925 auf 2165 Sitzplätze. Außerdem erhielt er eine Lichtorgel. Der Ufa-Palast war damit bis zur Eröffnung des Ufa-Palastes in Hamburg mit 2200 Sitzplätzen im Jahr 1929 das größte Kino Deutschlands.
In der Folgezeit wurde die Außenwand für Werbung genutzt. Zunächst installierte man dafür Lichtinszenierungen und große Plakate. Später erhielt die Fassade wechselnde Verkleidungen. Anlässlich der Olympischen Spiele 1936 in Berlin erfolgte durch Franz Pöcher, einen privaten Mitarbeiter Albert Speers, eine aufwendige Umgestaltung der Außenverkleidung in vereinfachtem klassizistischen Stil.
Bei einem alliierten Luftangriff am 23. November 1943 wurde das Gebäude vollständig zerstört. Im Jahr 1957 entstand an gleicher Stelle als Nachfolgebau der Zoo Palast.

## Uraufführungen (Auswahl)

### Weimarer Republik
- 18. September 1919: Madame Dubarry
- 04. Dezember 1919: Die Puppe
- 09. März 1920: Kohlhiesels Töchter
- 01. September 1920: Sumurun
- 29. Oktober 1920: Der Golem, wie er in die Welt kam
- 14. April 1921: Die Bergkatze
- 22. Oktober 1921: Das indische Grabmal (1. Teil)
- 19. November 1921: Das indische Grabmal (2. Teil)
- 13. November 1922: Phantom
- 07. Januar 1924: Die Finanzen des Großherzogs
- 14. Februar 1924: Die Nibelungen (1. Teil)
- 26. April 1924: Die Nibelungen (2. Teil)
- 23. Dezember 1924: Der letzte Mann
- 16. November 1925: Varieté
- 14. Oktober 1926: Faust
- 17. Dezember 1926: Der heilige Berg
- 10. Januar 1927: Metropolis
- 24. Januar 1927: Eine Dubarry von heute
- 06. November 1928: Ungarische Rhapsodie
- 12. März 1929: Asphalt
- 15. April 1929: Die wunderbare Lüge der Nina Petrowna
- 27. August 1929: Der Würger
- 15. Oktober 1929: Frau im Mond
- 16. Dezember 1929: Melodie des Herzens
- 21. Februar 1930: Der unsterbliche Lump
- 16. Juli 1930: Nur am Rhein
- 25. Juli 1930: Der Schuß im Tonfilmatelier
- 12. August 1930: Der Sohn der weißen Berge
- 01. September 1930: Rosenmontag (1930)
- 17. September 1930: Der Greifer
- 19. September 1930: Das Flötenkonzert von Sans-souci
- 11. Mai 1931: M
- 31. August 1931: Bomben auf Monte Carlo
- 26. November 1931: Der Draufgänger
- 13. Mai 1932: Ein toller Einfall
- 08. August 1932: Quick
- 12. Oktober 1932: Der schwarze Husar
- 19. November 1932: Der weiße Dämon
- 22. Dezember 1932: F.P.1 antwortet nicht

### 1933 bis Kriegsbeginn
- 09. Mai 1933: Ein Lied geht um die Welt
- 15. August 1933: Ein gewisser Herr Gran
- 01. Dezember 1933: Der Sieg des Glaubens
- 08. Dezember 1933: Flüchtlinge
- 29. März 1934: Gold
- 12. März 1935: Artisten
- 28. März 1935: Triumph des Willens
- 12. November 1935: Der Mann mit der Pranke
- 19. November 1935: Friesennot
- 30. Dezember 1935: Tag der Freiheit! – Unsere Wehrmacht
- 23. Januar 1936: Traumulus
- 10. Juli 1936: Weiberregiment
- 16. Oktober 1936: Stadt Anatol
- 23. Dezember 1936: Unter heißem Himmel
- 15. Juli 1937: Der Mann, der Sherlock Holmes war
- 20. August 1937: Alarm in Peking
- 19. Oktober 1937: Der zerbrochene Krug
- 21. Dezember 1937: Gasparone
- 06. Januar 1938: Der Berg ruft
- 11. Februar 1938: Der Tiger von Eschnapur
- 26. Februar 1938: Das indische Grabmal
- 01. April 1938: Fünf Millionen suchen einen Erben
- 18. Oktober 1938: 13 Stühle

### Zweiter Weltkrieg
- 26. September 1939: Robert Koch, der Bekämpfer des Todes
- 20. März 1940: Stern von Rio
- 28. November 1940: Der ewige Jude
- 06. Dezember 1940: Bismarck
- 30. Dezember 1940: Wunschkonzert
- 14. Februar 1941: Ohm Krüger
- 03. März 1942: Der große König
- 12. Juni 1942: Die große Liebe
- 05. März 1943: Münchhausen

## Deutschlandpremieren
- 23. September 1936: Der Bettelstudent
- 16. Juni 1939: Im Kampf gegen den Weltfeind
- 15. August 1939: Es war eine rauschende Ballnacht
- 24. September 1940: Jud Süß
- 23. Oktober 1941: Heimkehr